# Orivesi centraltätort
Orivesi centraltätort (finska: Oriveden keskustaajama) är en tätort (finska: taajama) och centralort i Orivesi stad (kommun) i landskapet Birkaland i Finland. Vid tätortsavgränsningen den 31 december 2021 hade Orivesi centraltätort 6 126 invånare och omfattade en landareal av 14,56 kvadratkilometer.